# Манилов
Мани́лов — персонаж поэмы Николая Васильевича Гоголя «Мёртвые души».

## Образ
От характера этого образа, одного из интереснейших в поэме, образовалось крылатое выражение «маниловщина» для обозначения безосновательной мечтательности, чрезмерно благодушного и пассивного отношения к действительности, само имя Манилова также стало прецедентным. Манилов выделяется не только размахом замыслов в сочетании с полным бездействием (схожие черты есть и у парного ему персонажа, Тентетникова), но и полным пренебрежением к практическим вопросам: Манилов даже не замечает разрухи в своём имении (которая Тентетникова беспокоит).
Образы поэмы обычно рассматриваются как сатира на социальные типы современного Гоголю общества. Подобно всем выведенным помещикам, Манилов, по выражению В. Ф. Переверзева, является «пустопорожником», а никчемность придаёт нелепую окраску мягкости его натуры. Безделье превращает положительное свойство — мягкость — в «нравственную слякоть». Несмотря на утрированный образ, бездействие Манилова не служит не только добру, но и злу, и потому не вызывает отвращения, по словам Переверзева, это «далеко не плохой человек». Субъективное отношение к Манилову современных читателей, согласно Н. Чувелевой, зачастую и вовсе основывается на симпатии.
Чувелева также отмечает «душевную пустоту» Манилова. Поскольку «свято место пусто не бывает», пустота, где нет света, заполняется тьмой. В экранизации П. С. Лунгина (Дело о «Мёртвых душах») это заполнение пустоты злом визуализировано: Манилов, разговаривая о Чичикове, перевоплощается и, словно под воздействием гипноза, повторяет слова и манеры махинатора. Сам Манилов не живёт; статичность этого персонажа — это «скука смертельная». С точки зрения Чувелевой, современное сравнительно тёплое отношение к персонажу читателей характеризует состояние сегодняшнего общества, в котором попытки наживы на мёртвых душах не вызывают неприятия, это «ведь реальным ревизским душам никакого ущерба не причинит».

## В культуре

### Театр
- Малый театр — Александр Клюквин[5].
- Театр Романа Виктюка — Иван Иванович[6].

### Кинематограф
- Мёртвые души (1960) — Юрий Леонидов
- Мёртвые души (1984) — Юрий Богатырев
- Дело о «Мёртвых душах» (2005) — Павел Любимцев
- Мёртвые души (2020) — Дмитрий Дюжев